# Norris Cole
Norris Gene Cole II (Dayton, Ohio, 13 de octubre de 1988) es un jugador de baloncesto estadounidense que pertenece a la plantilla de los Osos de Manatí de la BSN. Con 1,88 metros de estatura, juega en la posición de base.

## Trayectoria deportiva

### Universidad
Jugó durante cuatro temporadas con los Vikings de la Universidad Estatal de Cleveland, en las que promedió 14,1 puntos, 3,2 rebotes y 3,2 asistencias por partido. Ya en su segunda temporada se hizo con el puesto de titular, consiguiendo un máximo de 26 puntos ante Illinois-Chicago.
Sería en su temporada júnior cuando dio el salto de calidad, acabando el año con 16,3 puntos y 4,4 asistencias por partido. Igualó el récord histórico de efectividad en tiros libres en un partido al conseguir 13 de 13 ante Florida A&M, siendo elegido al finalizar la temporada en el mejor quinteto de la Horizon League.
Ya en su última temporada como universitario batió su récord de anotación y estuvo a punto de conseguir un triple-doble ante Youngstown State, logrando 41 puntos, 20 rebotes y 9 asistencias. Fue elegido por unanimidad Jugador del Año de la Horizon League, y mejor jugador defensivo, la primera vez en la historia de la conferencia que ambos premios se los llevaba el mismo jugador.

#### Estadísticas
| Año     | Equipo          | PJ  | PT  | MPP  | %TC  | %3P  | %TL  | RPP | APP | ROB | TPP | PPP  |
| ------- | --------------- | --- | --- | ---- | ---- | ---- | ---- | --- | --- | --- | --- | ---- |
| 2007–08 | Cleveland State | 34  | 0   | 14.4 | .380 | .238 | .817 | 1.4 | .8  | .6  | .0  | 4.9  |
| 2008–09 | Cleveland State | 35  | 33  | 32.8 | .453 | .305 | .804 | 2.5 | 2.4 | 1.2 | .1  | 13.3 |
| 2009–10 | Cleveland State | 33  | 33  | 34.2 | .432 | .342 | .799 | 2.8 | 4.4 | 1.8 | .1  | 16.3 |
| 2010–11 | Cleveland State | 36  | 36  | 35.7 | .439 | .342 | .853 | 5.8 | 5.3 | 2.2 | .1  | 21.7 |
| Total   | Total           | 138 | 102 | 29.4 | .435 | .321 | .826 | 3.2 | 3.3 | 1.5 | .1  | 14.1 |

### Profesional
Fue elegido en la vigésimo octava posición del Draft de la NBA de 2011 por Chicago Bulls, pero fue enviado en principio a Minnesota Timberwolves a cambio de los derechos sobre Nikola Mirotić, quienes posteriormente lo canjearon con Miami Heat a cambio de Bojan Bogdanović y una futura segunda ronda del draft.
Tras casi cuatro temporadas en Miami, el 19 de febrero de 2015, Cole fue traspasado a los New Orleans Pelicans en un acuerdo entre tres equipos que involucró a Miami Heat y a Phoenix Suns.
El 5 de octubre de 2016 fichó por los Shandong Golden Stars de la liga china.
En julio de 2020, se convierte en nuevo jugador del ASVEL Lyon-Villeurbanne de la Ligue Nationale de Basket-ball. Dejó el equipo tras una temporada, el 11 de julio de 2021.
El 19 de agosto de 2021, se anuncia su llegada al Unicaja Málaga de la Liga Endesa. El 21 de marzo de 2022, rescinde su contrato con el conjunto malagueño, firmado ese mismo día con el JL Bourg de la LNB Pro A.
En agosto de 2022 firma con los Atléticos de San Germán de Puerto Rico.
El 4 de noviembre de 2022 fue incluido en la lista de jugadores de los Grand Rapids Gold.
En septiembre de 2023, luego de jugar en Puerto Rico, reforzó al equipo egipcio Al-Ahly en la Copa Intercontinental FIBA, antes de incorporarse al Uhud Medina de la Premier League de Baloncesto de Arabia Saudita.
El 30 de noviembre de 2023 se anuncia su llegada al G League Ignite de la NBA G-League.
El 23 de abril de 2024 firma por Osos de Manatí de la Baloncesto Superior Nacional.

### Selección nacional
En septiembre de 2022 disputó con el combinado absoluto estadounidense el FIBA AmeriCup de 2022, ganando el bronce al ganar la final de consolación ante el combinado canadiense.

## Estadísticas de su carrera en la NBA
|  | Denota temporadas en las que ganó un campeonato de la NBA |

### Temporada regular
| Año     | Equipo        | PJ  | PT | MPP  | %TC  | %3P  | %TL  | RPP | APP | ROB | TPP | PPP  |
| ------- | ------------- | --- | -- | ---- | ---- | ---- | ---- | --- | --- | --- | --- | ---- |
| 2011-12 | Miami         | 65  | 2  | 19.4 | .393 | .276 | .776 | 1.4 | 2.0 | .7  | .0  | 6.8  |
| 2012-13 | Miami         | 80  | 4  | 19.9 | .421 | .357 | .650 | 1.6 | 2.1 | .7  | .1  | 5.6  |
| 2013-14 | Miami         | 82  | 6  | 24.6 | .414 | .345 | .779 | 2.0 | 3.0 | .9  | .1  | 6.4  |
| 2014-15 | Miami         | 47  | 23 | 24.4 | .386 | .265 | .696 | 2.3 | 3.5 | .9  | .2  | 6.3  |
| 2014-15 | New Orleans   | 28  | 2  | 24.4 | .444 | .378 | .743 | 1.8 | 3.2 | .5  | .3  | 9.9  |
| 2015-16 | New Orleans   | 45  | 23 | 26.6 | .405 | .324 | .800 | 3.4 | 3.7 | .8  | .1  | 10.6 |
| 2016-17 | Oklahoma City | 13  | 0  | 9.6  | .308 | .231 | .800 | .8  | 1.1 | .6  | .0  | 3.3  |
| Total   | Total         | 360 | 60 | 22.3 | .407 | .324 | .743 | 2.0 | 2.7 | .8  | .1  | 7.0  |

### Playoffs
| Año   | Equipo        | PJ | PT | MPP  | %TC  | %3P  | %TL  | RPP | APP | ROB | TPP | PPP |
| ----- | ------------- | -- | -- | ---- | ---- | ---- | ---- | --- | --- | --- | --- | --- |
| 2012  | Miami         | 19 | 0  | 8.9  | .324 | .250 | .778 | .5  | .6  | .4  | .0  | 1.8 |
| 2013  | Miami         | 21 | 0  | 19.9 | .480 | .531 | .737 | 1.9 | 2.0 | .7  | .1  | 6.1 |
| 2014  | Miami         | 20 | 0  | 20.2 | .410 | .375 | .867 | 1.1 | 1.8 | .4  | .1  | 4.6 |
| 2015  | New Orleans   | 4  | 0  | 26.5 | .417 | .214 | .667 | 1.8 | 1.8 | .0  | .3  | 8.8 |
| 2017  | Oklahoma City | 4  | 0  | 6.3  | .250 | .250 | .000 | .3  | .3  | .0  | .3  | 1.3 |
| Total | Total         | 68 | 0  | 16.5 | .421 | .382 | .783 | 1.2 | 1.4 | .5  | .1  | 4.3 |

## Vida personal
Cole era miembro de la Sociedad Nacional de Honor y se graduó como el Salutatorian de su clase en el último año de su escuela secundaria. Obtuvo una licenciatura en ciencias de la salud de la Universidad Estatal de Cleveland.
Es primo del jugador de fútbol americano, Trent Cole.